# داود الأنطاكي
داوود بن عمر الإنطاكي (ولد بإنطاكية، وتوفي عام 1008 هـ/1599م، في مكة المكرمة) المعروف بالرئيس الضرير،  كان عالما بالصيدلة والطب.

## سيرة
ولد كسيحا ثم شفي من كساحه. ولد بقرية الفوعة في محافظة إدلب بشمال سورية، عاش بأنطاكية ونسب إليها، زار طلبا للاستزادة بالعلم دمشق والقاهرة وبلاد من الأناضول ومكة حيث استقر بها إلى حين وفاته.

## الألقاب
الحكيم، الماهر، الطبيب الحاذق، العلامة الطبيب، والصيدلاني الضرير.

## الأماكن التي عمل بها
نزح من إنطاكية إلى مصر بعد أن حفظ القرآن الكريم، وعمل كرئيس للأطباء والصيادلة في القاهرة ونال شهرة عظيمة في مداواة المرضى.

## الإنجازات العلمية
- دراسة الأمراض الشائعة في وقته وعمل الأدوية التي تعالجها.
- وضع قوانين لاستعمال الأدوية المفردة والمركبة وتعيين الجرعات المناسبة لكل حالة ولكل فرد.
- وضع قوانين صناعة الأدوية والتي تشتمل على الأسماء المختلفة للدواء من حيث: ماهيته، الحسن والرديء منه، ودرجة الحسن والرداءة لكل حالة، التفاعل مع الأدوية أو الأطعمة، ذكر أماكن البدن التي ينفعها الدواء، المضار، المقدار، بديله إن لم يوجد، مدية الصلاحية، مكان التصنيع.
- عمل على بعض المستحضرات الطبية.

## أشهر مؤلفاته
- تذكرة أولي الألباب والجامع للعجب العجاب، وهو كتاب مشهور عن مواد العقاقير النباتية يشمل 3000 من النباتات الطبية والعطرية. للتذكرة 37 نسخة خطية منتشرة في مكتبات الوطن العربي والبلاد الأوروبية والهند والولايات المتحدة أهمها:
- نسخة خزائنية في المكتبة الظاهرية بدمشق برقم (109/ط ـ رقم قديم / 3131 / طب / 5). نسخها بخطه مخائيل بن يوحنا بن عطايا الطبيب الشامي عام 1082 هـ، والظاهرية (5 نسخ) خطية.
- المكتبة الأحمدية بحلب (7) مخطوطات.
- مكتبة الأوقاف العامة ببغداد مخطوطتان.
- مكتبة المتحف العراقي (12) مخطوطة.
- مكتبة الأوقاف بالموصل (3) مخطوطات.
- دار الكتب المصرية (7) مخطوطات.
- المكتبة الأزهرية (5) مخطوطات.
- المكتبة البلدية بالإسكندرية (2) مخطوطتان.
- مكتبة عبد الله بن العباس بالطائف، نسخة خطية للجزء الثاني من التذكرة.
- الخزانة العامة الملكية بالرباط (27) نسخة خطية.
- مكتبات إسطنبول (16) نسخة.
- مكتبات الهند (4) نسخ.

1. «تذكرة الألباب والجامع العجب العجاب»، وهو كتاب يتناول بالشرح كليات الطب، قوانين الأفراد والتركيب، المفردات والمركبات، الأمراض وما يخصها من العلاج، ويضم كذلك نكت، وغرائب ولطائف متعلقة بالطب. ويتألف هذا الكتاب من مقدمة وأربعة أبواب وخاتمة. استخدم فيه مؤلفه الكثير من المصطلحات الجالينوسية، وأسماء العقاقير والأعشاب العربية، واستعمالاتها المختلفة. كما اعتمد على كتاب ديسقوريدس «الحشائش»، وعلى كتاب «الجامع لمفردات الأدوية والأغذية»، لابن البيطار، إضافة إلى مؤلفات الرازي وابن سينا وغيرهم.
2. نزهة الأذهان في إصلاح الأبدان، وهو كتاب يتناول الأمور الطبيعية، التشريح، الأسباب، أحوال البدن، والوصايا والقوانين، تفاصيل العلل، الأمراض الظاهرة.
3. رسالة في الفصد والحجامة.

- كتب أخرى ليس لها علاقة بالطب، مثل:

1. كتاب حجر الفلاسفة.
2. رسالة في الطير والعقاب.
3. كتاب في استعمال التنجيم في الطب.
4. نموذج في علم الفلك.

1. كتاب «النزهة المبهجة من تشحيذ الأذهان وتعديل الأمزجة» وهو مختصر التذكرة. مطبوع بالقاهرة عام 1302 هـ، وللكتاب (9) مخطوطات في دمشق وتونس والرياض واستنبول وبرلين.

- كتاب مجمع المنافع البدنية.
- مجربات داود الأنطاكي في علم الطب.
- غاية المرام في الطب.
- ألفية في الطب.
- كفاية المحتاج في علم العلاج.
- التحفة البكرية في أحكام الاستحمام الكلية والجزئية.
- كتاب في الطب النفسي، يحتوي أحاديث نبوية في نصائح طبية.
- رسالة تتعلق بالسن الثالث إلى آخر العمر: في الطب والأدوية.
- الدرة المنتخبة فيما صح من الأدوية المجربة.
- كتاب الكحل النفيس لجلاء أعين الرئيس: وهو شرح لقصيدة ابن سينا (العينية في النفس) ومطلعها:

هبطت إليك من المحل الأرفع ورقاء ذات تعزز وتمنع
نزهة الأبدان ويقال الإنسان في إصلاح الأبدان، ولها (9) نسخ خطية في المكتبات العالمية.

### مؤلفاته في الفلك
وهي ثلاث:
- رسالة في الفلك.
- أنموذج من الفلك: ذكره بروكلمن في كتابه (تاريخ الأدب العربي).
- استدلالات بحركات النجوم وطوالعها، أو الاختيارات.

### مؤلفاته في المنطق والكلام
- زينة الطروس في أحكام العقل والنفوس.
- الأنولوطيقا الصغرى: نسخها الخطية في مكتبة لاله لي باستنبول برقم (3639)، * غاية المرام في تحرير المنطق والكلام.
- رسالة في الطير والعقاب: نسخها الخطية في مكتبة باريس الوطنية برقم (8/2625)، وثانية برقم (3/2625) ذكرهما بروكلمن.

وله رسالة في الأدب وهي:
- كتاب تزيين الأسواق في أخبار العشاق (أدب). وهو مختصر (أشواق العشاق للبقاعي) مطبوع في بيروت.

## روابط خارجية
- داود بن عمر الأنطاكي - الموسوعة العربية الميسرة، 1965